# 마리나 드 반
마리나 드반(Marina de Van, 프랑스어 발음: [də van], 1971년 2월 8일 ~ )은 프랑스의 배우, 각본가, 영화 감독, 작가, 영화배우이다.
불로뉴비양쿠르에서 태어났다.

## 영화
- 마이 누디티 민즈 낫씽 (2019년)
- Dark Touch (2013) - 연출, 각본
- 르 페티 포체트 (2010년)
- 돌아보지마 (2009년)
- 프롬나드 (2007년)
- 당신을 생각해요 (2006년)
- 피부 깊숙이 (2002, Dans ma peau) - 연출, 각본
- 8명의 여인들 (2002) - 각본
- 사랑의 추억 (2000년)
- 시트콤 (1998년)
- 바다를 보라 (1997년)
- Bien sous tous rapports (1996년)